# Хомин Василь
Хомин Василь (Псевдо: «Борис», «Донцов», «Єфрем»; 1922, с. Загір'я, Рогатинський район, Івано-Франківська область — 13 лютого 1944, між селами Ферлеїв-Мелна, Рогатинський район, Івано-Франківська область) — лицар Бронзового хреста заслуги УПА.

## Життєпис
Член ОУН. Референт пропаганди Бережанського окружного (1943), Тернопільського обласного (1943—1944) проводів ОУН, засновник і головний редактор газети ОУН «Самостійник» (12.1943-02.1944). 
Загинув у бою з німецькими жандармами. Будучи тяжко пораненим, застрелився, щоб живим не потрапити в руки ворога. Похований на Загір'янському цвинтарі м. Рогатин Івано-Франківської обл. 
Відзначений Бронзовим хрестом заслуги (25.04.1945).